# Zorn der Titanen
Zorn der Titanen (Originaltitel Wrath of the Titans) ist ein spanisch-US-amerikanischer Fantasyfilm aus dem Jahr 2012. Wie auch im ersten Teil Kampf der Titanen aus dem Jahr 2010 wirken Sam Worthington, Liam Neeson und Ralph Fiennes in den Hauptrollen mit.
Der Film ist ebenso wie sein Vorgänger in 3D zu sehen. Der Kinostart im deutschsprachigen Raum war am 29. März 2012, DVD und Blu-ray wurden am 3. August 2012 veröffentlicht.

## Handlung
Zehn Jahre sind vergangen, seit Perseus Argos vom Kraken befreien konnte. Er versucht, nach dem Tod seiner Frau Io, mit seinem Sohn Helius das gewöhnliche Leben eines Fischers zu leben. Eines Nachts besucht ihn Zeus und erzählt ihm, dass der Glaube der Menschen an die  Götter und damit verbunden auch ihre Kraft, langsam zu schwinden beginnt. Dadurch erstarken die Titanen. Die Mauern des Tartaros werden schwächer und vermögen es nicht länger, dem Vater von Göttervater Zeus, Kronos,  standzuhalten. Daher solle sich Perseus bereithalten, jedoch will dieser zum Wohle seines Sohnes nicht mit dem Krieg in Verbindung kommen.
Ohne dass Zeus es ahnt, ist Kronos eine Allianz mit Hades, dem Gott der Unterwelt, und Ares, dem Kriegsgott, eingegangen. Zeus, Poseidon und Ares reisen in die Unterwelt, um mit Hades zu verhandeln. Dort wird der Verrat deutlich und Zeus wird gefangengenommen.
Da die Mauern des Tartaros immer schwächer werden, können verschiedene Kreaturen aus der Unterwelt entkommen. Nachdem Perseus eine Chimäre tötet, die sein Heimatdorf angegriffen hat, nimmt er Helius mit zum Göttertempel, um mit Zeus Kontakt aufzunehmen. Statt Zeus erscheint aber der schwer verletzte Poseidon und gibt ihm den Auftrag, Agenor, Poseidons Sohn und ebenfalls Halbgott, zu finden, der ihn zu „Dem Gefallenen“ bringen kann. Perseus muss nun handeln. Zusammen mit Königin Andromeda und Agenor sowie dem im Olymp in Ungnade gefallenen Gott Hephaistos machen sie sich auf die gefährliche Reise, um Zeus zu befreien.
Auf dem Weg zur Unterwelt befreit Perseus Agenor von seinen Fesseln, da er vor dieser Reise von Königin Andromeda gefangengenommen wurde, und er bekommt von Perseus den Dreizack, den Poseidon ihm vor seinem Tod gab. Als Agenor ihn benutzt, findet er die geheime Insel, wo der Waffenschmied Hephaistos lebt, der unter einer dissoziativen Identitätsstörung leidet. Währenddessen wird Zeus in der Unterwelt geschwächt und angekettet, damit sein Vater Kronos wieder auferstehen und Hades und Ares seine Kräfte übertragen kann. Auf der geheimen Insel angekommen, werden die Krieger um Andromeda von Zyklopen angegriffen, und Agenor wird in einem Käfig verschleppt. Perseus liefert sich einen Kampf mit einem der Zyklopen und bringt die anderen Zyklopen dazu, ihm zu folgen. Nachdem er den Zyklopen den Dreizack zeigt, wird Agenor von ihnen zurückgebracht. Danach wird die Gruppe von den Zyklopen bis zum Versteck von Hephaistos getragen. Hephaistos willigt nur ungern ein, ihnen zu helfen, und gibt ihnen eine Karte, auf der ein Weg durch das Labyrinth zur Unterwelt eingezeichnet ist. Als Hephaistos das Tor zum Labyrinth öffnet, erscheint Ares, da die Soldatin Korrina zu ihm gebetet hat, und tötet bis auf Andromeda, Perseus und Agenor alle Anwesenden. Hephaistos opfert sich, indem er Ares ablenkt, so dass die drei in das Labyrinth entkommen können.
Nun müssen sie den Weg alleine zur Unterwelt finden. Mittels der Karte versucht Agenor, sie durch das Labyrinth zu führen, jedoch verschieben sich die Wände stetig, wodurch sie fast zerquetscht werden. Perseus wird dadurch von Andromeda und Agenor getrennt und trifft auf den Minotauros, den er mit Mühe bezwingen kann. Beim Ausgang des Labyrinthes kommt es zur Wiedervereinigung der Gruppe. Währenddessen hat Zeus fast seine gesamte Macht verloren, und Kronos beginnt, sich von seinen Fesseln zu befreien. Zeus entschuldigt sich bei Hades für dessen Verbannung in die Unterwelt und bittet ihn um Verzeihung. Hades, der einen Sinneswandel hat, verzeiht ihm und versucht, Zeus nun zu befreien. Ares verhindert dies aber und es kommt zum Kampf zwischen Hades und Ares. Perseus befreit in der Zwischenzeit Zeus und versucht, mit ihm zu fliehen. Dabei wird Zeus jedoch schwer von Ares verwundet. Perseus, Agenor und Andromeda bringen Zeus zu Andromedas Lager vor dem Berg, wo sich bereits ihre Armee eingefunden hat. Zeus erklärt Perseus, dass er den Speer von Trium braucht, um Kronos zu bezwingen. Dieser setzt sich aus Poseidons Dreizack, Hades’ Zweizack und Zeus’ Blitz zusammen. Da Perseus nur noch Zeus’ Blitz fehlt und sich dieser in der Hand von Ares befindet, fordert er ihn zu einem Kampf im Göttertempel heraus. Währenddessen finden die Vorbereitungen für die Schlacht gegen Kronos und seine Untertanen statt. Perseus verabschiedet sich von Andromeda und Agenor und fliegt mit Pegasus zum Göttertempel. Dort angekommen, findet er Ares und seinen Sohn Helius, den Ares entführt hat. Beide liefern sich einen langen Kampf und Perseus tötet, durch die Liebe zu seinem Sohn angetrieben, seinen Bruder Ares.
In der Zwischenzeit droht die Armee von Andromeda von Kronos’ Truppen überrannt zu werden. Hades erscheint auch auf dem Schlachtfeld und gibt einen Teil seiner Kräfte dem verwundeten Zeus und die beiden kämpfen zusammen gegen Kronos und seine Armee. Perseus und Helius fertigen den Speer von Trium. Perseus fliegt auf Pegasus los und schafft es, Kronos zu töten, indem er den Speer seine Kehle hinunter wirft, da Kronos durch die Angriffe von Zeus und Hades abgelenkt ist. Jedoch wird Zeus dabei tödlich von Kronos’ letzter Attacke verwundet, da er versucht hatte, Hades zu beschützen. Nachdem Kronos gefallen ist, kommt es zum Treffen zwischen dem im Sterben liegenden Zeus und Perseus. Zeus bittet Perseus, seine Macht weise zu benutzen, da das Zeitalter der Götter zu Ende sei. Nach diesen Worten stirbt er vor Perseus Augen. Hades kehrt in die Unterwelt zurück. Nach der Schlacht bereitet sich die Armee von Andromeda auf den nächsten Kampf vor, und es kommt zum überraschenden Kuss zwischen Perseus und Andromeda. In der letzten Szene erklärt Perseus Helius, dass sie nicht nach Hause können. Perseus gibt Helius sein Schwert und fragt ihn, ob es vom Gewicht zu schwer sei. Helius antwortet darauf mit „Nein“.

## Hintergrundinformationen
| Figur                     | Darsteller        | Deutscher Sprecher   |
| ------------------------- | ----------------- | -------------------- |
| Perseus, Sohn von Zeus    | Sam Worthington   | Alexander Doering    |
| Agenor, Sohn von Poseidon | Toby Kebbell      | Julien Haggège       |
| Andromeda                 | Rosamund Pike     | Ranja Bonalana       |
| Helius, Sohn von Perseus  | John Bell         | Sebastian Fitzner    |
| Zeus                      | Liam Neeson       | Bernd Rumpf          |
| Hades                     | Ralph Fiennes     | Udo Schenk           |
| Ares                      | Édgar Ramírez     | Jaron Löwenberg      |
| Poseidon                  | Danny Huston      | Klaus-Dieter Klebsch |
| Hephaistos                | Bill Nighy        | Frank Glaubrecht     |
| Korrina                   | Lily James        |                      |
| Clea                      | Sinéad Cusack     | Denise Gorzelanny    |
| Mantius                   | Alejandro Naranjo | Matthias Rimpler     |
| Gefängniswärter           | Juan Reyes        | Matthias Klages      |
| Minotauros                | Spencer Wilding   |                      |

Die Dreharbeiten des Films begannen im März 2011 und fanden in Wales, auf den Kanarischen Inseln und dort speziell auf Teneriffa statt. Die Innenaufnahmen wurden in einem Studio in London gedreht.
Für den zweiten Teil fanden im Bereich der Besetzung einige Änderungen statt. Da Ares ein Hauptcharakter wurde, wurde Tamer Hassan durch Édgar Ramírez ersetzt. Und Paul Kynman, der in Teil eins als Hephaestus zu sehen war, musste seinen Part dem weitgehend bekannteren Schauspieler Bill Nighy überlassen. Da jedoch beide Charaktere in Teil eins Nebenrollen waren, fällt dies weit weniger ins Gewicht als beim Part der Andromeda. Da Alexa Davalos kein Interesse an einer Fortsetzung zeigte, musste Andromeda neu besetzt werden. Nachdem unter anderem Hayley Atwell und Clémence Poésy für den Part vorsprachen, entschied man sich für das ehemalige „Bond-Girl“ Rosamund Pike.
Gemma Artertons Rolle der Io musste gänzlich aus dem Drehbuch gestrichen werden, da der Terminkalender der Schauspielerin nicht mit jenem der Produktion von Zorn der Titanen vereinbar war.
Mit den antiken Mythen hat die Geschichte außer den Namen diverser Protagonisten nichts mehr gemein.
In einem Cameo-Auftritt ist die mechanische Eule Bubo zu sehen, die schon im Originalfilm von 1981 Kampf der Titanen von Ray Harryhausen eine etwas längere Nebenrolle hatte.
Die Synchronisation erfolgte in Berlin unter der Regie von Sven Hasper unter dem Dialogbuch von Alexander Löwe.

## Veröffentlichung und Fortsetzung
Zorn der Titanen wurde mit einem Budget von 150 Mio. US-Dollar realisiert, das sind 20 % mehr als beim Vorgänger. Weltweit spielte er über 300 Mio. US-Dollar ein. Damit ist auch dieser Film ein kommerzieller Erfolg, steht aber im Vergleich mit seinem Vorgänger, der fast 500 Mio. US-Dollar einspielte, zurück. In den Vereinigten Staaten gingen die Einnahmen um fast 50 % zurück. In Deutschland spielte der Film 7,5 Mio. US-Dollar ein, ein deutlicher Rückgang im Vergleich zum Vorgänger, der 14,6 Mio. US-Dollar einspielte.
Eine Fortsetzung war zunächst für 2016 geplant. Allerdings wurde dieses Vorhaben später auf Eis gelegt. Wenn der richtige Zeitpunkt und die richtige Idee da sei, könne es aber immer noch eine Fortsetzung geben, wie Produzent Basil Iwanyk Ende 2013 in einem Interview mitteilte.

## Rezeption
Zorn der Titanen erhielt ein schlechtes Presseecho, was sich auch in den Auswertungen US-amerikanischer Aggregatoren widerspiegelt. So erfasst Rotten Tomatoes überwiegend kritische Besprechungen und ordnet den Film dementsprechend als „Gammelig“ ein. Laut Metacritic fallen die Bewertungen im Mittel „Grundsätzlich Ablehnend“ aus.
Der Focus-Online-Autor Jakob Biazza sieht in Zorn der Titanen eine starke „Analogie auf die Finanzkrise“, da der Film sehr passend „in Griechenland spielt: In den Tartaros verbannt schlummert eine pechtriefende Feuerkreatur, die, würde sie erst gänzlich entfesselt, von keiner menschlichen Macht mehr zu kontrollieren wäre und die Welt mit wenigen Handstrichen in versengtes Ödland verwandeln könnte.“ Ansonsten findet er nur lobende Worte für die Kampfszenen. Sie „sind von erschütternder physischer Härte, Sounddesign und Musik von erhabener Wucht. Auch die digitalen Kulissen, durch die die Helden turnen müssen (allen voran ein gewaltiges, sich ständig wandelndes und verschiebendes Labyrinth), sind atemberaubend.“ Schauspielerisch ließen sich keine „Charaktere entwickeln“ und die Handlung hat sich ebenso wenig sinnvoll entwickelt. Er wandelt ein Loriot-Zitat ab und schreibt: „Wussten Sie schon, dass Zorn der Titanen ein hochintelligenter Film sein könnte, wenn er nur nicht so dämlich wäre?“
Björn Becher vergibt Kampf der Titanen auch nur zwei von fünf möglichen Sternen. Er urteilt ähnlich wie schon die Zuschauer in den Kinos und die Kritikerexperten. Zu bemängeln waren „dabei vor allem die matschigen und unscharfen 3D-Bilder.“ Geschuldet dem Versuch, aus der 2D- eine 3D-Fassung zu machen, um inzwischen dem Riesenerfolg von Avatar nicht nachzustehen. „Leidtragender dieser Entscheidung war Regisseur Louis Leterrier (Der unglaubliche Hulk, The Transporter), der einen spaßigen und temporeichen Fantasyfilm gedreht hatte, dessen distanzlose Kampfsequenzen aber nicht für einen wirkungsvollen 3D-Einsatz komponiert waren.“ Insgesamt bleibt der Zorn der Titanen dem „Charme des Vorgängers mit seinem trashigen Design und seinen comichaft-überzeichneten Figuren weitgehend auf der Strecke“ und ist somit" nur halb so spaßig und kurzweilig ist wie Kampf der Titanen.
Zusammengefasst heißt das:

„Insgesamt ist Zorn der Titanen leider ein gutes Beispiel dafür, dass tolle Schlachten und Effekte alleine keinen guten Film ausmachen – schade, denn mit den humoristischen Untertönen von Teil 1 wäre hier sicher mehr drin gewesen.“

Des Weiteren erhielt Liam Neeson eine Nominierung für die Goldene Himbeere 2013 in der Kategorie Schlechtester Nebendarsteller.